# Benedykt Halicz
Benedykt Halicz (ur. 17 października 1903 w Stryju, zm. 30 września 1997 w Łodzi) – polski biolog, nauczyciel, profesor Uniwersytetu Łódzkiego.

## Nauka, studia
Szkołę powszechną ukończył w Brzozowie. W 1921 zdał egzamin dojrzałości w Państwowym Gimnazjum im. Króla Stanisława Leszczyńskiego w Jaśle. Będąc jeszcze uczniem jako ochotnik uczestniczył w wojnie polsko–bolszewickiej. W 1921 rozpoczął studia na Wydziale Filozoficzno–Historycznym (później na Wydziale Matematyczno–Przyrodniczym) Uniwersytetu Jana Kazimierza we Lwowie. W 1926 uzyskał absolutorium, a w następnym roku uzyskał dyplom z biologii i chemii. W 1930 po zdaniu egzaminu pedagogicznego otrzymał dyplom nauczyciela szkół średnich. W 1933 zdał na Uniwersytecie Poznańskim egzamin pedagogiczny uzupełniający z fizyki (jako przedmiotu dodatkowego), czym rozszerzył swoje kwalifikacje pedagogiczne. W 1948 odbył studia uzupełniające i decyzją Rady Wydziału Matematyczno-Przyrodniczego Uniwersytetu Poznańskiego uzyskał tytuł magistra w zakresie botaniki, a na podstawie pracy Badania biocytologiczne nad Dictyostelium mucoroides Brefeld, napisanej pod kierunkiem prof. Franciszka Ksawerego Skupieńskiego, Rada Wydziału Matematyczno–Przyrodniczego UŁ (w którym równocześnie pracował) nadała mu w 1950 tytuł naukowy doktora nauk matematyczno-przyrodniczych. W 1960 uzyskał tytuł docenta na podstawie habilitacji nt. Badania statystyczno–florystyczne nad rozmieszczeniem nadrzewnych porostów okolic Łodzi, która obroniona była na Wydziale Biologii i Nauk o Ziemi UŁ. W 1967 otrzymał tytuł naukowy profesora nadzwyczajnego.

## Praca
Od 1 lutego 1928  do 31 sierpnia 1930 pracował jako nauczyciel w Państwowym Gimnazjum im. Hetmana Stanisława Żółkiewskiego w Żółkwi. Od 1 września 1930 aż do wybuchu wojny był nauczycielem w prywatnym gimnazjum i liceum im. J. Piłsudskiego w Koninie. Po wybuchu wojny ewakuował się na tereny Związku Radzieckiego do Pińska, i tam do 15 czerwca 1941 pracował jako nauczyciel biologii i fizyki w szkole średniej nr 1. Napaść Niemiec hitlerowskich na Związek Radziecki uniemożliwiła mu pracę pedagogiczną, i musiał nawet się ukrywać. Miał uzdolnienia muzycznie co ułatwiło mu zostanie organistą w parafii rzymskokatolickiej w Okopach (pow. Sarny), gdzie pracował do kwietnia 1943. Nawiązał wtedy kontakty z partyzantką radziecką na Wołyniu. Początkowo pracował dla niej jako wywiadowca, a wiosną 1943 wstąpił do Zjednoczonych Oddziałów Szyłowa, a następnie został przydzielony do sztabu polskich oddziałów partyzanckich przy Zjednoczeniu gen. Begmy (dowódca płk. Robert Satanowski). Po wyzwoleniu części ziem polskich po 22 lipca 1944 pracował w Polskim Komitecie Wyzwolenia Narodowego (PKWN) jako referent nadzorujący i tworzący szkolnictwo muzyczne, a następnie był p.o. Naczelnika Wydziału Ministerstwa Kultury i Szkół do spraw szkolnictwa artystycznego.
W kwietniu 1945 zwolnił się na własną prośbę chcąc pracować w szkolnictwie i przyjechał do Łodzi. Od 11 kwietnia 1945 do 31 sierpnia 1948 był nauczycielem w II Państwowym Gimnazjum i Liceum im. G. Narutowicza w Łodzi, a od 1 września 1948 był dyrektorem l Gimnazjum i Liceum im. M. Kopernika w Łodzi. Był też równocześnie dyrektorem Studium Wstępnego UŁ (1948–1949) i Studium Przygotowawczego do Szkół Wyższych (1949–1951).
Od 1 października 1949 prowadził wykłady systematyki roślin i biologii w Państwowej Wyższej Szkole Pedagogicznej w Łodzi (PWSP, później WSP), w której od 1 września 1950 otrzymał pełny etat zastępcy profesora, a od 1951 tytuł profesora szkoły zawodowej. W latach 1950–1956 pełnił tam funkcję dziekana Wydziału Przyrodniczo-Geograficznego, a także kierownika Zakładu (Katedry) Botaniki. W roku akademickim 1953/1954 prowadził też wykłady na Wydziale Chemii Spożywczej Politechniki Łódzkiej. Po włączeniu od 1 października 1956 WSP do UŁ pracował tylko na Uniwersytecie.
W lutym 1957 został zastępcą profesora i kierownikiem stacji naukowej w Rogach (przedmieście Łodzi). Ośrodek „Rogi” w czerwcu 1957 został włączony do Katedry Anatomii i Cytologii Roślin i stał się Zakładem Biologii „Rogi”. 1 października 1957 został jego kierownikiem. W 1960 uzyskał tytuł docenta na Wydziale Biologii i Nauk o Ziemi UŁ. 1 maja 1961 został powołany na stanowisko kierownika Katedry Ewolucjonizmu. W 1964 wybrany został dziekanem Wydziału BNZ, i obowiązki te pełnił do 1969. Kierował przez wiele lat Zakładem Ewolucjonizmu i Antropologii, który został utworzony w Instytucie Botaniki i Zoologii UŁ. W 1974 przeszedł na emeryturę jako profesor nadzwyczajny.

## Działalność naukowa
Działalność naukowa skupiała się na problemach biologii i ekologii porostów, ewolucji świata roślinnego i wpływu zanieczyszczeń, ultradźwięków oraz powietrza na niektóre procesy rozwojowe roślin w warunkach ekologicznych miasta przemysłowego. Badania swoje przeprowadzał w Łodzi i regionie łódzkim oraz w Górach Świętokrzyskich i Puszczy Kurpiowskiej. Wyniki swoich prac samodzielne lub jako współautor przedstawił w ponad 40 publikacjach.
Był promotorem 5 doktoratów, pod jego kierunkiem powstało 150 prac magisterskich.
Dociekliwy badacz, czołowy pedagog, świetny wykładowca, cieszył się powszechnym uznaniem. Spośród jego uczniów kilku zostało profesorami.

## Działalność w towarzystwach naukowych i społecznych
- Od 1963 do 1974 był przewodniczącym Łódzkiego Oddziału Polskiego Towarzystwa Przyrodników im. M. Kopernika, którego został członkiem honorowym.
- Należał też do Łódzkiego Towarzystwa Naukowego (ŁTN).
- W latach 1965–1969 pełnił funkcję prezesa Oddziału Związku Nauczycielstwa Polskiego (ZNP) w UŁ.

## Odznaczenia i wyróżnienia
- Złoty Krzyż Zasługi
- Krzyż Kawalerski Orderu Odrodzenia Polski (1964)
- Krzyż Partyzancki (1961)
- Honorowa Odznaka Miasta Łodzi (1964)
- Odznaka pamiątkowa „Stanęli w Potrzebie 1920”